# Köllerbach

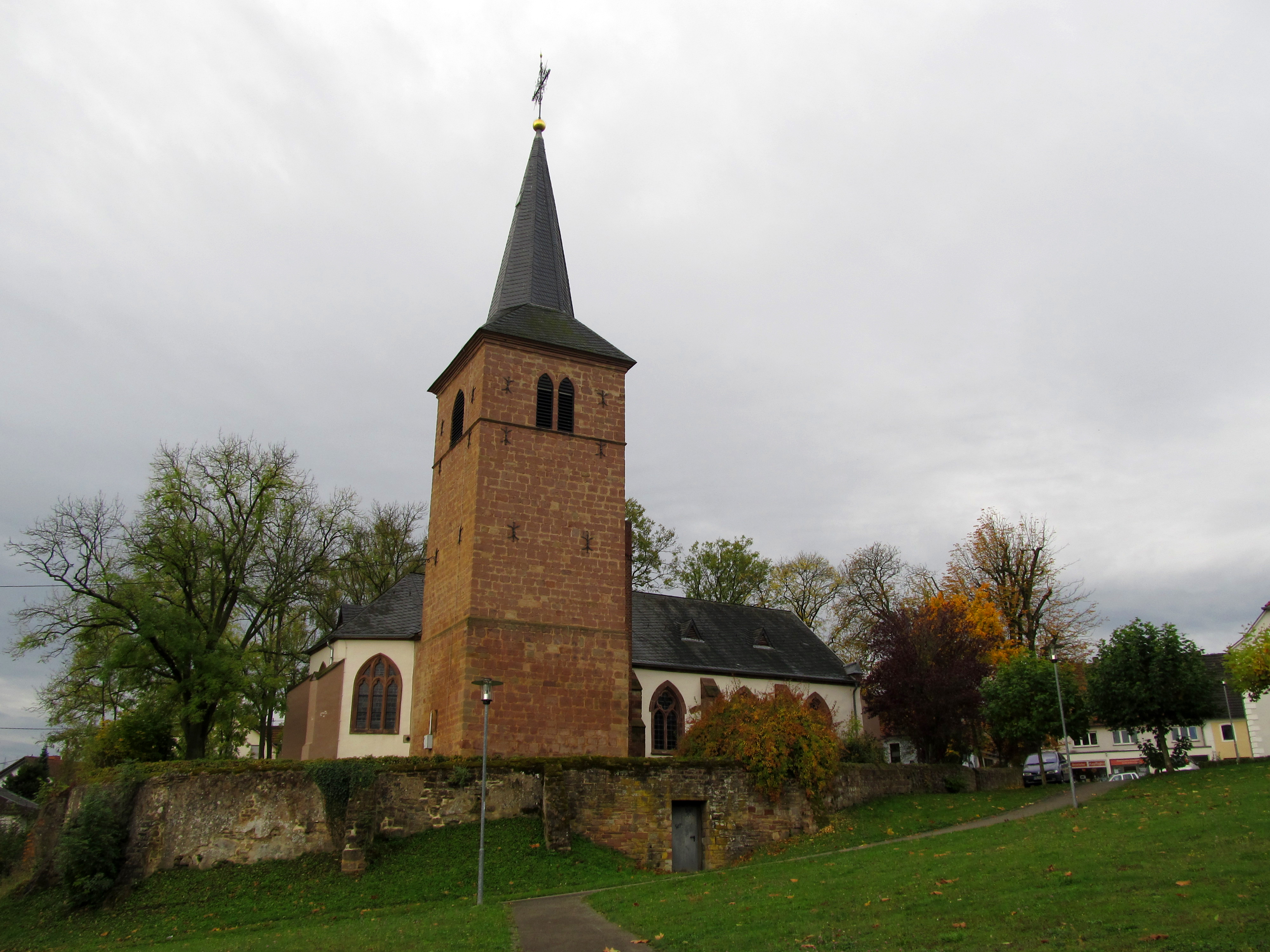
Die ev. Martinskirche

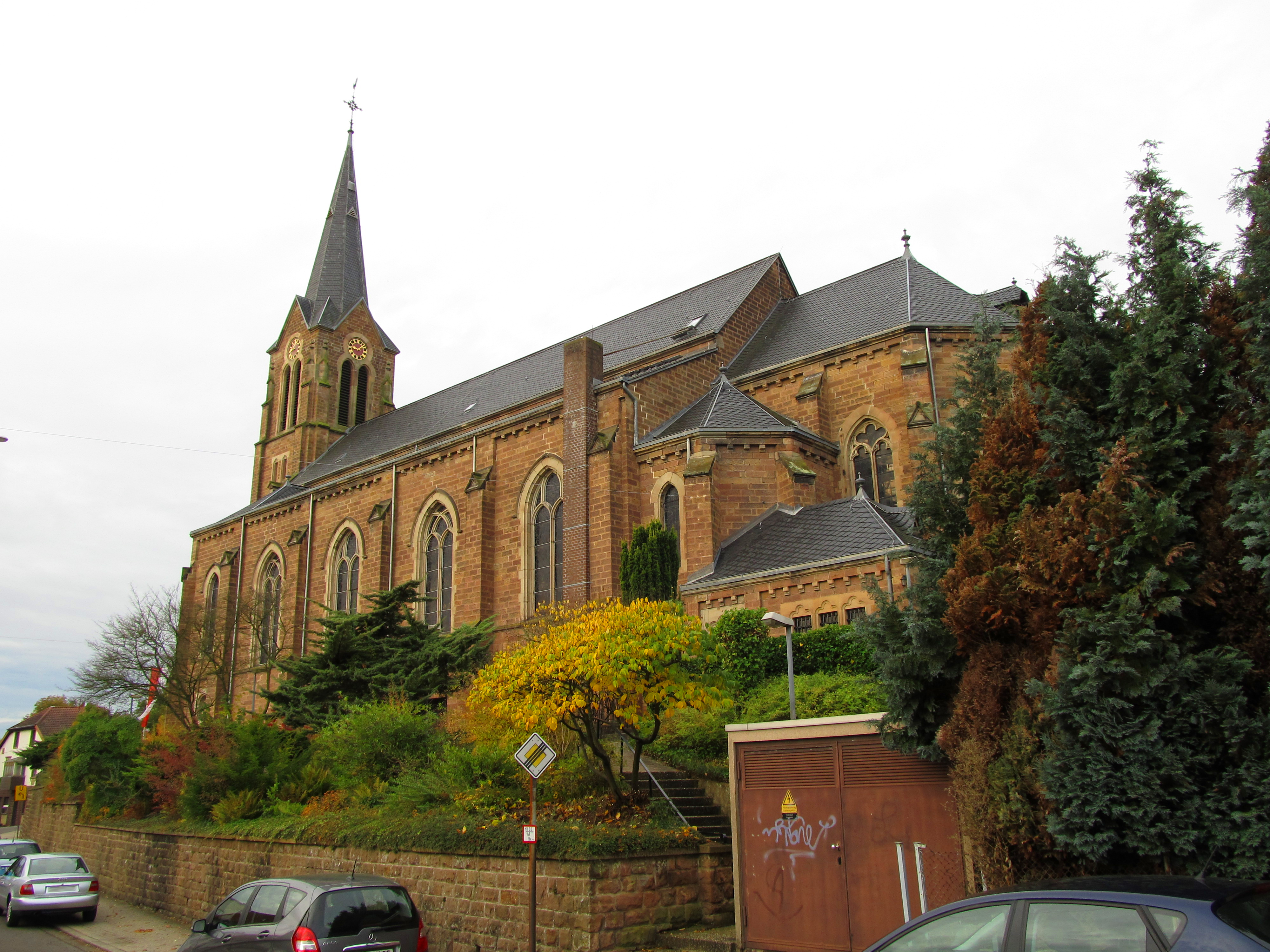
Die kath. Herz-Jesu-Kirche

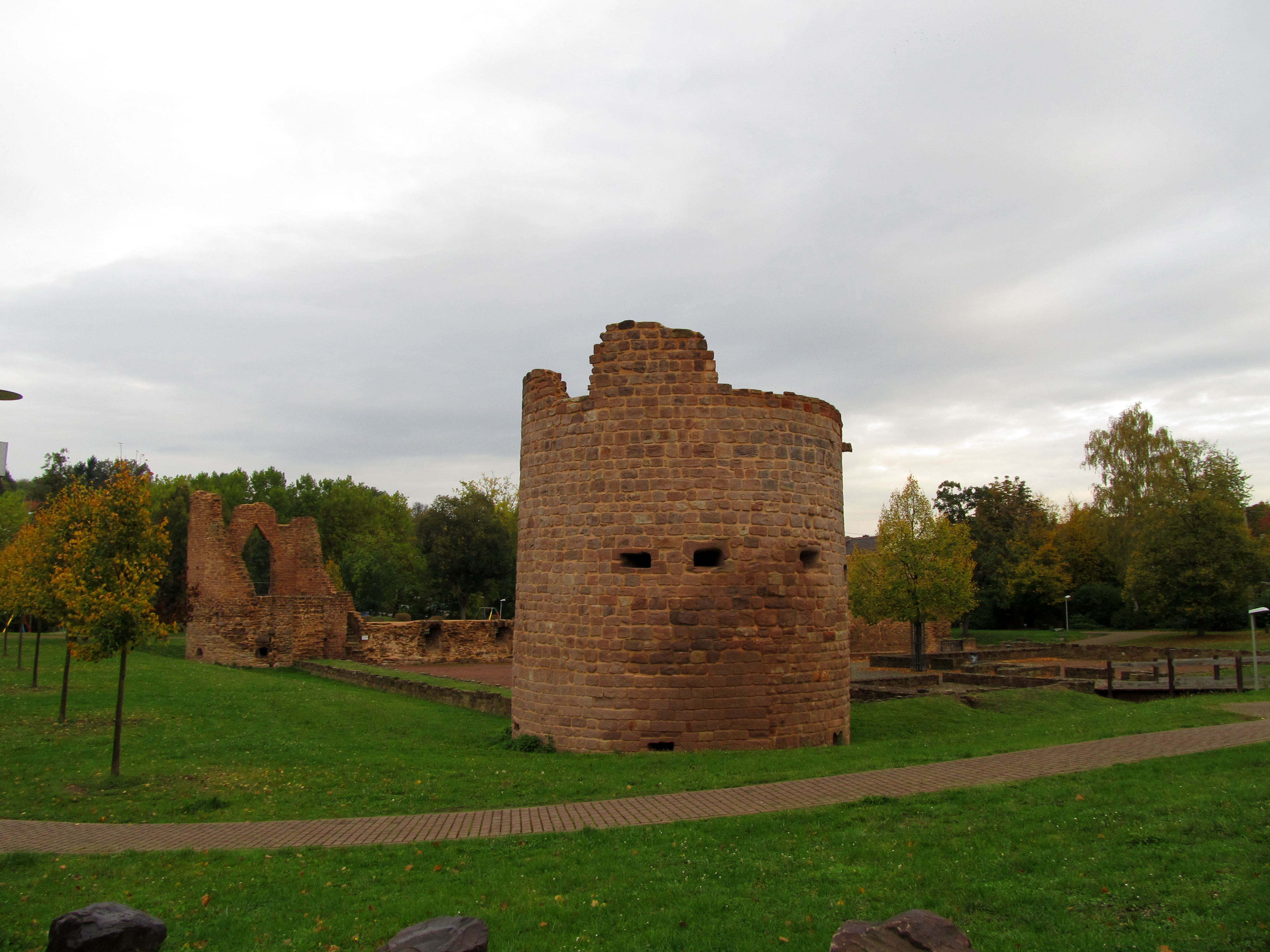
Burg Bucherbach

Köllerbach ist ein Stadtteil von Püttlingen im saarländischen Regionalverband Saarbrücken und hat selbst zirka 7500 Einwohner.

## Geografie

### Lage
Köllerbach liegt im Köllertal, das vom Köllerbach, einem rechten Nebenfluss der Saar durchflossen wird. Der Ort liegt unmittelbar nördlich von Püttlingen und grenzt im Osten direkt an Riegelsberg.

### Ortsgliederung
Köllerbach ist in die Ortsteile Engelfangen, Etzenhofen, Herchenbach, Kölln, Rittenhofen und Sellerbach gegliedert.
Der Ortsteil Rittenhofen war vor dem Dreißigjährigen Krieg mit elf Haushalten der größte der Köllerbacher Ortsteile. Neben dem Ackerbau ist aus Steuerlisten von Wollwebereien die Rede. Nach dem Überfall kroatischer Söldner 1635 im Dienste des Kaisers war der Ort völlig entvölkert. Eine Wiederbesiedlung begann 1664 und 1758 zählte man sechs Haushalte.
Der Kohleabbau im Ortsteil Rittenhofen wird in Rechnungen des Amtes Bucherbach von 1477 erwähnt („drei Frohner hant Kolen gegraben zu Ritenhoven“). In dem Buch Das Köllertal erzählt von Pfarrer Karl Rug (* 5. Oktober 1901; † 19. Juni 1985) befindet sich auf Seite 139 eine Karte des Köllerbacher Bann um das Jahr 1758. Dort ist die Kohlengrube (die Kohlgrub) im Ortsteil Rittenhofen eingezeichnet. Diese lag am Ausgang Rittenhofens (heutige Sprengerstraße) in Richtung Elm/Sprengen, einem Ortsteil von Schwalbach (Saar). Von dort soll quer durch Rittenhofen ein Stollen in Richtung Roßrücken zum Herrchenbacher Bann getrieben worden sein. Diese Grube wechselte mehrmals den Inhaber. Die Kohle wurde allerdings bis 1770 überwiegend zum Kalkbrennen und damit zur Düngung der Felder verwendet.
In Etzenhofen unterhielten die Röchling’schen Eisen- und Stahlwerke in den Jahren 1943/44 ein betriebliches Arbeitserziehungslager (AEL) für ausländische Zwangsarbeiterinnen und Zwangsarbeiter.

## Geschichte
Während des Völkerbundmandats über das Saargebiet (1920–1935) bestand in Engelfangen eine Domanialschule.
Am 1. April 1933 wurde Köllerbach als Zusammenschluss der Gemeinden Engelfangen, Etzenhofen, Herchenbach, Kölln, Rittenhofen und Sellerbach/Straßen gebildet. Seit 1. April 1948 war die bis dorthin zum Amt Riegelsberg (zwischenzeitlich Bürgermeisterei Sellerbach) gehörige Gemeinde Köllerbach selbständig, bis sie am 1. Januar 1974 im Zuge der Verwaltungsreform des Saarlandes in die Stadt Püttlingen eingemeindet wurde, was sich heute noch in den unterschiedlichen Telefonvorwahlen widerspiegelt: Köllerbach hat die Vorwahl von Heusweiler (06806), während Püttlingen, zu dem es heute gehört, die Völklinger Vorwahl (06898) hat. Der letzte Bürgermeister der selbständigen Gemeinde Köllerbach war Matthias Nickels.

## Religion
In Köllerbach gibt es drei Pfarreien, eine evangelische und zwei katholische. Zur katholischen Pfarrei Herz-Jesu gehört zusätzlich das Gebiet des Riegelsberger Ortsteiles Walpershofen. Zur evangelischen Gemeinde gehört die Martinskirche, zur katholischen Gemeinde gehören die Pfarrkirche Herz-Jesu, die Begegnungskirche (in Engelfangen), die Peter-und-Paul Kirche (Walpershofen) und die Wendalinuskapelle (Etzenhofen). In Köllerbach-Engelfangen besteht außerdem eine weitere Sankt-Martins-Kirche, in der eine Gemeinde von Katholischen Traditionalisten tridentinische Messen in lateinischer Sprache feiert.

## Politik

### Wappen

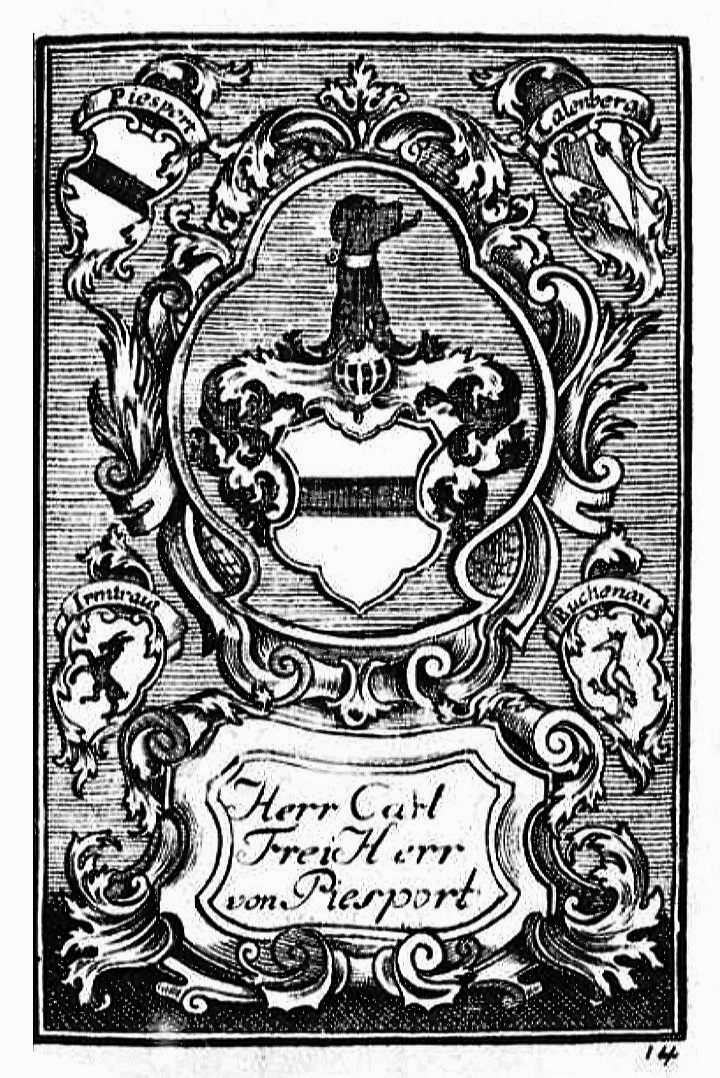
Wappen der Herren von Piesport, hier des Fuldaer Domherrn Carl Freiherr von Piesport, 1792

Das Wappen zeigt den goldenen aufrechten Nassauer Löwen auf blauem Grund, der an seinem rechten Hinterlauf das Wappen der Herren von Piesport stützt. Die Anzahl der sechs goldenen Schindeln steht für die Ortsteile Engelfangen, Etzenhofen, Herchenbach, Kölln, Rittenhofen und Sellerbach, wobei auch die Schindeln dem Nassauer Stammwappen entlehnt sind.

### Bürgermeister
- 1932–1935: Johann Peter Glessner
- 1935–1945: Jakob Feld
- 1946–1956: Johann Baptist Himbert
- 1956–1957: Johann Peter Glessner
- 1957–1973: Matthias Nickels

## Kultur und Sehenswürdigkeiten

### Bauwerke
In Kölln befindet sich die romanische Martinskirche, die 1223 das erste Mal urkundlich erwähnt wurde. Teile der Fundamente und Relikte fränkischer Gräber deuten aber darauf hin, dass die Kirche bereits auf das 7./8. Jahrhundert zurückgeht und damit eine der ältesten Kirchen im Saarland ist. Sie wurde vermutlich um 900 zur Pfarrkirche erhoben. Im Jahr 1575 nahm die Grafschaft Saarbrücken – und somit auch das Köllertal – die evangelisch-lutherische Konfession an. Von 1697 bis 1899 wurde die Kirche von der evangelischen und der katholischen Bevölkerung als Simultankirche genutzt.
Die katholische Herz-Jesu-Kirche wurde im neugotischen Stil erbaut und 1899 fertiggestellt. Sie steht ebenfalls im Ortsteil Kölln.
Die Wendalinuskapelle wurde 1873 eingesegnet und als Dank für die Verschonung vor der 1866 ausgebrochenen Rinderpest errichtet.
Zwischen den Dörfern Kölln und Engelfangen befindet sich die Ruine einer Wasserburg, der „Burg Bucherbach“, die im Jahre 1326 erstmals urkundlich erwähnt wurde. Die Burg wurde von den Grafen von Saarbrücken zum Schutze des Köllertales, der „Kornkammer der Grafschaft“ (Roggen und Hafer) errichtet. 1629 wurde sie an Georg Philipp von Piesport als Lehen übertragen. 1660 wurde Ludwig von Piesport Lehnsherr. Nach seinem Tod 1684 ist kein weiterer Lehnsherr bekannt.

### Museen
In der Engelfanger Straße steht das Uhrmachers Haus, in dem ein Uhrenmuseum eingerichtet ist.

### Grünflächen
Nördlich der Martinskirche liegt der Pfarrer-Rug-Park.

### Sport
Überregional ist der Ort bekannt durch den KSV AE Köllerbach, einen Ringerverein, dessen erste Mannschaft bereits mehrfach deutscher Meister wurde und diesen Titel nach dem Gewinn in der Saison 2006/07 erfolgreich in der Saison 2007/2008 und 2008/09 verteidigte (Stand: Januar 2009).

### Regelmäßige Veranstaltungen
Seit 1999 findet das überregional bekannte Rockfestival „Rocco del Schlacko“ statt, seit 2004 auf dem Gebiet von Köllerbach. In den Jahren 2004 und 2005 war der Köllner Platz in der Ortsmitte von Köllerbach der Veranstaltungsort. Seit 2006 findet das Rocco del Schlacko auf dem Festivalgelände des Köllerbacher Ortsteils Herchenbach, den sogenannten Sauwasen, statt und wurde auf zwei, seit 2010 3 Tage und die Möglichkeit des Campens ausgedehnt.

## Wirtschaft und Infrastruktur

### Unternehmen
Im Köllerbacher Ortsteil Etzenhofen, an der nördlichen Gemarkungsgrenze der Stadt Püttlingen zu Walpershofen, einem Ortsteil der Nachbargemeinde Riegelsberg, liegt das Gewerbegebiet Etzenhofen. Es hat eine Größe von insgesamt ca. 15 ha. Angesiedelt sind dort u. a. Industrien des Maschinenbaus, der Metallverarbeitung, Logistikunternehmen, Großhandel, Automobilhandel, Unternehmen des Baugewerbes. Nach der Schließung einer Gleitlagerfabrik im Dezember 2004 und nachfolgendem Rückbau der Produktionsstätte und vollständiger Bodensanierung ist eine Fläche von 2 ha für neue Ansiedlungen frei geworden.

### Verkehr
Die durch Köllerbach führende Landesstraße L 136 gewährleistet einen Anschluss an den überörtlichen Verkehr und eine gute Erreichbarkeit der Autobahnen A 1, A 6 und A 8. Im Nachbarort Walpershofen befindet sich der Saarbahnhaltepunkt Walpershofen/Etzenhofen.